# 梅休因条约
梅休因条约是1703年英格蘭王國與葡萄牙王國在里斯本签署的一項軍事和商業條約，作為西班牙王位繼承戰爭的一部分，當時英國為了拉攏葡萄牙對抗法國而簽署條約。
條約的名字來自英國驻葡公使約翰·梅休因。根據該條約，葡萄牙准许英国羊毛和毛织品進入葡市场，葡萄牙的酒类进入英国可享受关税优惠。条约于1836年被废除。